# Кассационные суды общей юрисдикции

Судебные кассационные округа на карте России

Кассационные суды общей юрисдикции — органы судебной власти Российской Федерации, входящие в единую судебную систему судов общей юрисдикции. Являются судами кассационной инстанции для районных, межрайонных, городских судов и мировых судей, действующих на территории соответствующего судебного кассационного округа.

## История

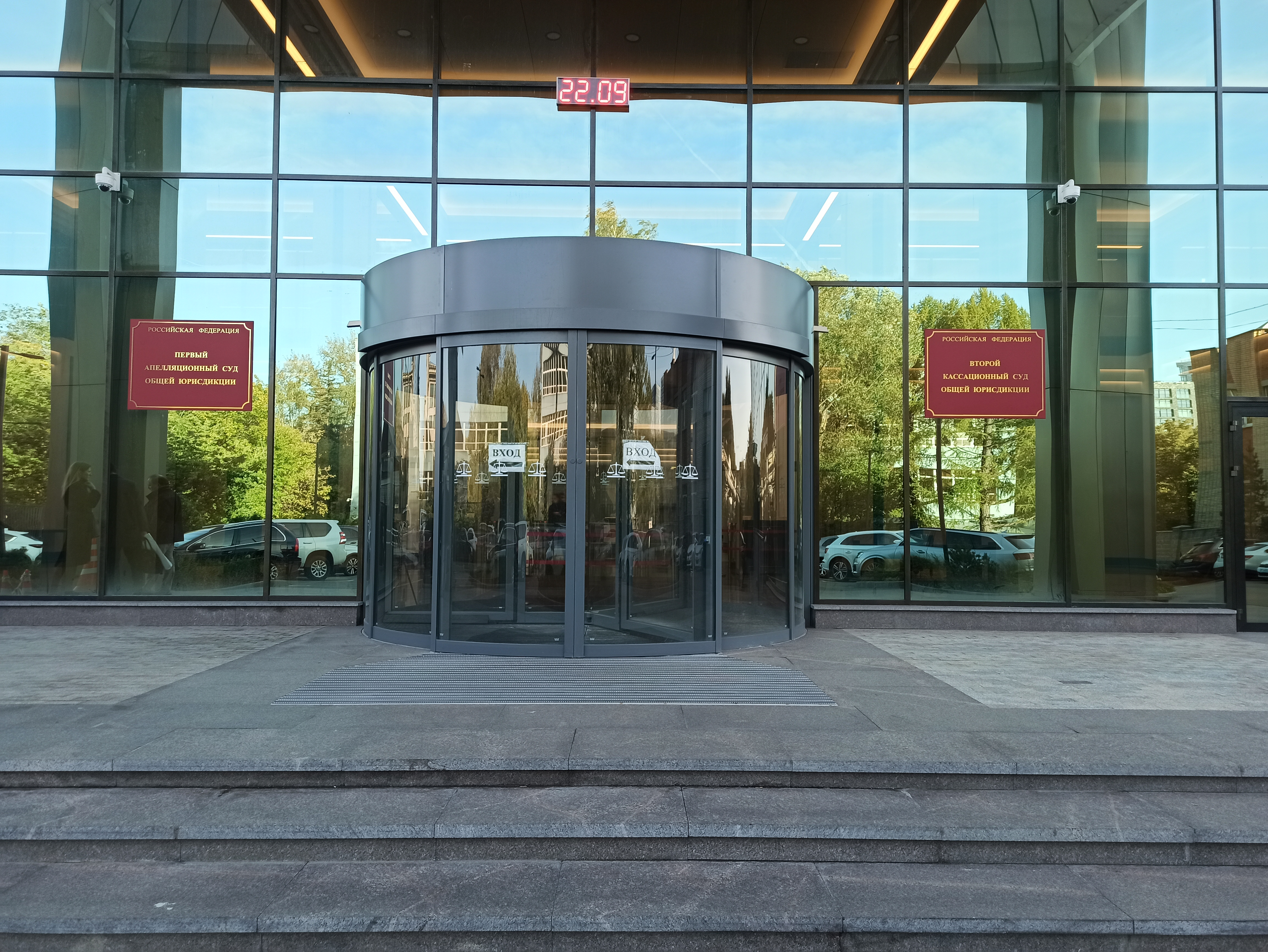
Вход в здание, в котором находятся 2 кассационный и 1 апелляционный суды общей юрисдикции в Москве

13 июля 2017 года Пленум Верховного суда РФ принял постановление, согласно которому предусматривается внесение в Государственную думу законопроекта, направленного на создание отдельных апелляционных и кассационных судов общей юрисдикции. Отмечается, что создание межрегиональных судебных инстанций связано с необходимостью обеспечения независимости судов. При этом в системе судопроизводства складывалась ситуация, когда суды уровня субъекта РФ осуществляли проверку обжалуемого судебного акта в двух инстанциях - апелляционной и кассационной. Внесенные в законодательство изменения устраняют данную коллизию.
Среди особенностей работы новых судов - введение так называемой «сплошной кассации», когда отсутствует предварительный отбор жалоб и представлений судьёй кассационной инстанции для рассмотрения в судебном заседании. Исключение составят промежуточные судебные решения по уголовным делам, жалобы на которые будут рассматриваться в прежнем порядке.
Закон был подписан Президентом России 29 июля 2018 года. Внесенными изменениями создаются девять кассационных судов общей юрисдикции, которые будут осуществлять свою деятельность в пределах соответствующего судебного кассационного округа. День начала деятельности указанных судов устанавливается Пленумом Верховного суда РФ не позднее 1 октября 2019 года.

## Структура судов
Кассационные суды общей юрисдикции имеют в своем составе:
- президиум суда
- судебную коллегию по гражданским делам
- судебную коллегию по административным делам
- судебную коллегию по уголовным делам

## Суды
| Наименование                                | Место постоянного пребывания | Осуществляет пересмотр судебных актов, принятых судами | Официальный сайт |
| ------------------------------------------- | ---------------------------- | --- | ---------------- |
| Первый кассационный суд общей юрисдикции    | Саратов                      | Республики Мордовия, Белгородской области, Брянской области, Воронежской области, Калужской области, Курской области, Липецкой области, Орловской области, Московской области, Нижегородской области, Пензенской области, Саратовской области, Тульской области, а также судебных актов апелляционных судов общей юрисдикции, принятых по жалобам и представлениям на судебные акты указанных судов.                      | 1kas.sudrf.ru    |
| Второй кассационный суд общей юрисдикции    | Москва                       | Донецкой Народной Республики, Луганской Народной Республики, Владимирской области, Запорожской области, Ивановской области, Костромской области, Рязанской области, Смоленской области, Тамбовской области, Тверской области, Херсонской области, Ярославской области, города Москвы, а также судебных актов апелляционных судов общей юрисдикции, принятых по жалобам и представлениям на судебные акты указанных судов. | 2kas.sudrf.ru    |
| Третий кассационный суд общей юрисдикции    | Санкт-Петербург              | Республики Карелия, Республики Коми, Архангельской области, Вологодской области, Калининградской области, Ленинградской области, Мурманской области, Новгородской области, Псковской области, города Санкт-Петербурга, Ненецкого автономного округа, а также судебных актов апелляционных судов общей юрисдикции, принятых по жалобам и представлениям на судебные акты указанных судов.                                  | 3kas.sudrf.ru    |
| Четвёртый кассационный суд общей юрисдикции | Краснодар                    | Республики Адыгея (Адыгея), Республики Калмыкия, Республики Крым, Краснодарского края, Астраханской области, Волгоградской области, Ростовской области, города Севастополя, а также судебных актов апелляционных судов общей юрисдикции, принятых по жалобам и представлениям на судебные акты указанных судов. | 4kas.sudrf.ru    |
| Пятый кассационный суд общей юрисдикции     | Пятигорск                    | Республики Дагестан, Республики Ингушетия, Кабардино-Балкарской Республики, Карачаево-Черкесской Республики, Республики Северная Осетия - Алания, Чеченской Республики, Ставропольского края, а также судебных актов апелляционных судов общей юрисдикции, принятых по жалобам и представлениям на судебные акты указанных судов.                                                                                         | 5kas.sudrf.ru    |
| Шестой кассационный суд общей юрисдикции    | Самара                       | Республики Башкортостан, Республики Марий Эл, Республики Татарстан (Татарстан), Удмуртской Республики, Чувашской Республики - Чувашии, Кировской области, Оренбургской области, Самарской области, Ульяновской области, а также судебных актов апелляционных судов общей юрисдикции, принятых по жалобам и представлениям на судебные акты указанных судов.                                                               | 6kas.sudrf.ru    |
| Седьмой кассационный суд общей юрисдикции   | Челябинск                    | Пермского края, Курганской области, Свердловской области, Тюменской области, Челябинской области, Ханты-Мансийского автономного округа - Югры, Ямало-Ненецкого автономного округа, а также судебных актов апелляционных судов общей юрисдикции, принятых по жалобам и представлениям на судебные акты указанных судов. | 7kas.sudrf.ru    |
| Восьмой кассационный суд общей юрисдикции   | Кемерово                     | Республики Алтай, Республики Бурятия, Республики Тыва, Республики Хакасия, Алтайского края, Забайкальского края, Красноярского края, Иркутской области, Кемеровской области, Новосибирской области, Омской области, Томской области, а также судебных актов апелляционных судов общей юрисдикции, принятых по жалобам и представлениям на судебные акты указанных судов.                                                  | 8kas.sudrf.ru    |
| Девятый кассационный суд общей юрисдикции   | Владивосток                  | Республики Саха (Якутия), Камчатского края, Приморского края, Хабаровского края, Амурской области, Магаданской области, Сахалинской области, Еврейской автономной области, Чукотского автономного округа, а также судебных актов апелляционных судов общей юрисдикции, принятых по жалобам и представлениям на судебные акты указанных судов.                                                                             | 9kas.sudrf.ru    |